# Bătălia de la Shiloh
Bătalia de la Shiloh, cunoscută și ca Bătălia de la Pittsburg Landing, a fost una din principalele bătălii de pe teatrul vestic de operațiuni în Războiul civil american, bătalie dată în zilele de 6 și 7 aprilie 1862, în sud-vestul statului Tennessee. Forțele confederate, sub conducerea generalilor Albert Sidney Johnston și P.G.T. Beauregard au lansat un atac-surpriză împotriva armatei unioniste condusă de general-maior Ulysses S. Grant și a fost foarte aproape de a obține o victorie.
În prima zi a bătăliei, confederații au lovit cu intenția de a îndepărta unioniștii de râul Tennessee înspre mlaștinile dinspre pârâul Owl Creek aflate la vest, în speranța de a învinge Armata Tennessee a lui Grant înainte ca aceasta să facă joncțiunea cu Armata Ohio a generalului-maior Don Carlos Buell. Liniile confederate au căzut pradă confuziei în timpul luptelor, și oamenii lui Grant s-au îndreptat înspre nord-est, spre Pittsburg Landing. O poziție pe un drum ușor în vale, denumită cuibul de viespi, apărata de oamenii generalului de brigadă Benjamin M. Prentiss și de diviziile lui W.H.L. Wallace, a furnizat timp suficient pentru ca restul liniei unioniste să se stabilizeze sub protecția numeroaselor baterii de artilerie. Generalul confederat Johnston a murit în timpul primei zile de lupte și Beauregard, secundul său, a decis să nu atace ultimele poziții unioniste în acea noapte.
Întăririle din partea generalului unionist Buell au sosit în cursul serii și au întors situația în dimineața următoare, când el și Grant au lansat un contraatac de-a lungul întregii linii. Confederații a trebuit să se retragă din cea mai sângeroasă bătălie din istoria Statelor Unite de până atunci, iar speranțele lor de a stopa avansul Uniunii în nordul statului Mississippi s-au pierdut.